# Tom Turpin
Thomas Million John Turpin (18. listopadu 1871 Savannah, Georgie – 13. srpna 1922 St. Louis, Missouri) byl afroamerický skladatel hudby ragtime.
Tom Turpin se narodil v Savannah v Georgii, jako syn John L. Turpina a Lulu Waters Turpin. Ve svých dvaceti letech otevřel salon v St. Louis v Missouri, který se stal místem setkávání místních klavíristů a inkubačním místem pro časné folk ragtime, hudebníků jako je Joe Jordan. Turpin sám je považován za prvního Afroameričana publikujícího ragtime, jeho "Harlem Rag" z roku 1897 (to bylo složeno roku 1892, rok před představením ragtimeu do světa na veletrhu světových výstav 1893). Jeho další publikované ragtimy jsou "Bowery Buck", "Ragtime Nightmare", "St. Louis Rag" a "The Buffalo Rag".
Turpin byl velký muž, vysoký 1,83 m a vážil 136 kg; jeho klavír musel být zdvižen na bloky tak, aby mohl hrát stojící, jinak by mu jeho břicho překáželo. Vedle svých salónních povinností a jeho kompozicí ragtimu řídil (se svým bratrem Charlesem) divadla, herny, taneční sály a sportovní domy. Sloužil jako policejní konstábl a byl jeden z prvních politicky silných Afroameričanů v St. Louis. Jeho vliv na místní hudbu mu získal titul „Otec ragtimu v Saint Louis“.

## Datum narození
Turpinovo datum narození je nejisté oba roky 1871 a 1873 se objevují v publikovaných zdrojích. Jeho náhrobek říká jednoduše 1871. Federální sčítání lidu pro město St. Louis (Enumeration okres 220, List 9, linka 79) v roce 1900 vypsalo jeho datum narození jako "listopad 1871", ale na jeho návrhu na registrační kartu napsal 18. listopadu 1874. Někteří historici se však domnívají, že se narodil v roce 1873.

## Dílo
- 1897 – Harlem Rag
- 1899 – The Bowery Buck
- 1900 – A Ragtime Nightmare
- 1903 – St. Louis Rag
- 1904 – The Buffalo Rag
- 1909 – Siwash (Indian intermezzo) (nicht veröffentlicht)
- 1914 – Pan-Am Rag
- 1917 – When Sambo Goes to France